# 安德魯·戈登 (歷史學家)
安德魯·戈登（Andrew Gordon，1952年—）是一名知名的美籍日本研究學者。他目前是哈佛大學歷史學教授，並與2004–2007年擔任歷史系主任；1998-2004年曾任賴肖爾日本研究所所長。

## 教育與研究
戈登畢業於哈佛大學東亞研究系，並且曾經在美國加拿大大學聯合日本研究中心進修日語，其後1981年再於哈佛大學取得歷史與東亞研究博士學位。他隨後任教于於杜克大學和哈佛大學。
戈登是日本勞工關係研究領域的專家，但也拓展其他研究領域。他與2003年出版的《現代日本史》成爲了該領域的標準教科書之一，至2019年已再版3次，并被翻譯為日文和中文。

## 著書

### 單著
- The Evolution of Labor Relations in Japan: Heavy Industry, 1853-1955, (Harvard University Press, 1985).
張銳、劉俊池譯《日本勞資關系的演變——重工業篇1853-1955年》（江蘇人民出版社、2011年）
二村一夫譯《日本労使関係史 ― 1853-2010》（岩波書店、2012年）
- Labor and Imperial Democracy in Prewar Japan, (University of California Press, 1991).
- Postwar Japan as History (ed). (1993) ISBN 0-520-07475-0.
- The Wages of Affluence: Labor and Management in Postwar Japan, (Harvard University Press, 1998).
- A Modern History of Japan: from Tokugawa Times to the Present, (Oxford University Press, 2003).
森谷文昭譯《日本の200年――徳川時代から現代まで（上・下）》（みすず書房, 2006年、新版2013年）
李朝津譯《200年日本史：德川以來的近代化進程》（香港中文大學，舊稱《二十世紀日本─從德川時代到現代》, 2007年, 2014年, 2022年）
李朝津譯《日本的起起落落：從德川幕府到現代》（廣西師範大學出版社，2008年）
李朝津譯《現代日本史：從德川時代到21世紀》（中信出版社，2017年）
- 《日本人が知らない松坂メジャー革命》（朝日新聞社［朝日新書］, 2007年）
- Fabricating Consumers: The Sewing Machine in Modern Japan (2011)
大島かおり譯《ミシンと日本の近代―消費者の創出》（みすず書房、2014年）

### 編著・共著
- Postwar Japan as History, (University of California Press, 1993).
中村政則監譯《歴史としての戦後日本》（みすず書房（上・下）、2001年）
- 《ハーバード日本史教室》（中公新書ラクレ、2017年）
佐藤智恵編、第1講義「教養としての『源氏物語』と城山三郎―日本通史」を寄稿

## 外部連結
- 哈佛大学的介紹 （页面存档备份，存于）